# Joachim Spatz (Politiker)
Joachim Spatz (* 5. Januar 1964 in Rück-Schippach) ist ein deutscher Politiker (FDP). Von 1990 bis 1994 gehörte er in der 12. Legislaturperiode dem Bayerischen Landtag an, von 2009 bis 2013 war er Mitglied des Deutschen Bundestages.

## Leben
Nach dem Abitur 1983 am Hermann-Staudinger-Gymnasium Erlenbach und dem anschließenden Grundwehrdienst begann er 1984, als Stipendiat der Studienstiftung des deutschen Volkes und der Friedrich-Naumann-Stiftung, das Studium der Mathematik an der Universität Würzburg, das er 1989 als Diplom-Mathematiker abschloss. 1989 bis 1990 arbeitete er als wissenschaftlicher Assistent an der Universität Würzburg. Spatz arbeitet nach seiner Zeit im Landtag (1990 bis 1994) und seit dem Ausscheiden aus dem deutschen Bundestag 2013 als selbständiger Unternehmensberater.
Er ist katholisch, verheiratet und Vater eines Sohnes.

## Politik
Joachim Spatz trat 1987 der FDP bei, war 1988 bis 1989 Vorsitzender der Liberalen Hochschulgruppe an der Universität Würzburg und gehörte 1989 dem Landesvorstand der bayerischen Jungen Liberalen an.
Von 1991 bis 2013 gehörte er dem Landesvorstand der FDP Bayern an. Von 1995 bis 2013 war er Bezirksvorsitzender des FDP-Bezirksverbandes Unterfranken. Spatz trat 2009 bei der Wahl zum Deutschen Bundestag im Wahlkreis Würzburg Stadt und Land an. Er unterlag bei der Wahl zum unterfränkischen FDP-Spitzenkandidaten, kandidierte dennoch erfolgreich auf Landesebene und konnte Platz 8 der Landesliste erreichen.
Bei der Bundestagswahl 2009 konnte Spatz auf Grund des guten Wahlresultates der FDP in Deutschland und Bayern in den Bundestag einziehen. Durch das Scheitern der FDP an der Fünf-Prozent-Hürde ist er im 18. Bundestag nicht vertreten.
Spatz ist seit 1996 Mitglied des Würzburger Stadtrates und leitete dort bis März 2010 die FDP-Fraktion.

## Öffentliche Ämter

### Landtagsabgeordneter
Joachim Spatz wurde bei der Landtagswahl 1990 über die Bezirksliste Unterfranken in den Bayerischen Landtag gewählt. Er gehörte folgenden Ausschüssen an:
- Ausschuss für Innerdeutsche Entwicklung und Grenzlandfragen
- Ausschuss für Verfassungs-, Rechts- und Kommunalfragen
- Untersuchungsausschuss betreffend Bayerische Bezüge der Tätigkeit des Bereichs „Kommerzielle Koordinierung“ und Alexander Schalck-Golodkowskis
- Untersuchungsausschuss zur Untersuchung der Missstände im Staatsministerium für Wirtschaft und in den Wirtschaftsämtern (stellv. Mitglied)

Nach dem Scheitern der FDP an der Fünf-Prozent-Hürde bei der Landtagswahl 1994 schied er aus dem Landtag aus.

### Bundestagsabgeordneter
2009 bis 2013 war Spatz Mitglied des Deutschen Bundestages und dort Mitglied der FDP-Fraktion. Er war ordentliches Mitglied im Verteidigungsausschuss sowie im Ausschuss für die Angelegenheiten der Europäischen Union und im Unterausschuss zu Fragen der Europäischen Union. Ferner war er erster Stellvertreter im Haushaltsausschuss und stellvertretendes Mitglied im Auswärtigen Ausschuss. Am 18. Dezember 2009 wählte ihn der Deutsche Bundestag in das Parlamentarische Gremium nach § 3 Bundesschuldenwesengesetz (Bundesfinanzierungsgremium). Seit dem 16. März 2010 saß er dem Unterausschuss „Zivile Krisenprävention und vernetzte Sicherheit“ vor. Ab dem 7. Februar 2012 war er als Nachfolger von Michael Georg Link europapolitischer Sprecher der FDP-Bundestagsfraktion.

### Mitgliedschaften
Spatz war Mitglied der Europa-Union Parlamentariergruppe Deutscher Bundestag.